# Clunie
Clunie è un piccolo insediamento nel Perthshire, in Scozia, 4 miglia a ovest di Blairgowrie. Si trova sulla sponda occidentale del lago di Clunie.
Su una piccola isola nel lago si trovano i resti del castello di Clunie, una casa torre dei Vescovi di Dunkeld. Qui trascorse la sua infanzia James Crichton, lo scozzese poliedrico meglio conosciuto come Ammirabile Crichton. Clunie fu il luogo di nascita di John James Rickard Macleod, premio Nobel per la medicina nel 1923.